# Dveri
Il Movimento serbo "Dveri" (in serbo cirillico Српски покрет Двери, romanizzato: Srpski pokret Dveri), noto anche come Dveri (lett. "porte"), è un partito politico della destra serba. Il leader e fondatore del movimento è Boško Obradović .
Dveri venne fondato nel 1999 come un'organizzazione giovanile cristiana di destra riunita attorno all'omonima rivista studentesca. Per tutti gli anni 2000 hanno operato come organizzazione non governativa, promuovendo i valori del nazionalismo, del cristianesimo ortodosso e della famiglia tradizionale. Negli anni 2010 sono diventati un partito politico a tutti gli effetti, partecipando dalle elezioni generali del 2012 e a quelle successive.
Per le elezioni del 2016 hanno formato una coalizione conservatrice con il Partito Democratico di Serbia, sono entrati nell'Assemblea Nazionale con il 5,02% dei voti e guadagnando 13 seggi, di cui 7 per Dveri. Hanno fatto parte dell'Alleanza per la Serbia dal 2018 al 2020 e hanno boicottato le elezioni parlamentari del 2020.

## Ideologia
Dveri era inizialmente orientato al fondamentalismo cristiano, al fascismo clericale e all'ultranazionalismo, e le sue posizioni politiche coincidevano a quelle diestrema destra. La sua ideologia è stata anche definita fascista e antisemita. Durante il periodo della sua fondazione, Dveri pubblicava libri e riviste dal contenuto clericale e nazionalista. Ha anche condotto una campagna contro l'aborto. Sin dalla sua fondazione, Dveri ha sostenuto le opinioni di destra cristiana e il monarchismo.
Gli studiosi hanno anche descritto le sue posizioni ideologiche come xenofobe, a causa delle loro posizioni di destra cristiane. Il partito è stato anche giudicato come un convinto oppositore dei diritti LGBT.
Dveri è passato dalle iniziali estremizzazioni a una posizione più di destra sebbene abbia mantenuto posizioni nazionaliste e conservatrici. È stato anche classificato come un partito populista di destra a causa della sua opposizione all'immigrazione illegale e della sua tendenza all'euroscetticismo. Supporta anche il nazionalismo economico, il protezionismo e l'econazionalismo. Dveri collabora con Alternativa per la Germania e altri partiti membri del gruppo di Identità e Democrazia.

## Risultati elettorali

### Elezioni parlamentari
| Anno | Capo            | Voti       | %          | Seggi   | +/- Seggi |
| ---- | --------------- | ---------- | ---------- | ------- | --------- |
| 2012 | Vladan Glišić   | 169.590    | 4,34       | 0 / 250 | Nuovo     |
| 2014 | Boško Obradović | 128.458    | 3,58       | 0 / 250 | Stabile   |
| 2016 | Boško Obradović | 190.530    | 5,04       | 7 / 250 | 7         |
| 2020 | Boško Obradović | Boicottate | Boicottate | 0 / 250 | 7         |
| 2022 | Boško Obradović | 140.100    | 3,84       | 6 / 250 | 6         |

### Elezioni presidenziali
| Anno | Candidato       | Posizione | Voti 1º turno | %    |
| ---- | --------------- | --------- | ------------- | ---- |
| 2012 | Vladan Glišić   | 8°        | 108.303       | 2,77 |
| 2017 | Bosko Obradovic | 6°        | 83.523        | 2,28 |
| 2022 | Bosko Obradovic | 4°        | 164.865       | 4,35 |